# Carl Gustaf Dahlberg
Carl Gustaf Erling Dahlberg, född 5 november 1910 i Tynset i Hedemarkens amt, Norge, död 1 januari 1992 i Nässjö församling i Jönköpings län, var en svensk militär.

## Biografi
Dahlberg avlade studentexamen i Stockholm 1929. Han avlade officersexamen vid Krigsskolan 1932 och utnämndes samma år till fänrik vid Norrlands artilleriregemente, där han befordrades till löjtnant 1936. Han gick Allmänna artillerikursen vid Artilleri- och ingenjörhögskolan (AIHS) 1934–1936 och Högre artillerikursen där 1936–1938. Han befordrades till kapten i Artilleristabskåren 1940, varefter han 1942 inträdde i Generalstabskåren och var lärare i krigskonst (strategi) vid AIHS 1942–1947. År 1949 befordrades han till major i Generalstabskåren, varefter han var stabschef vid staben i VI. militärområdet 1949–1954. År 1954 befordrades han till överstelöjtnant och tjänstgjorde 1954–1959 vid Gotlands artillerikår. Han befordrades 1959 till överste och var chef för Bodens artilleriregemente 1959–1964. År 1964 befordrades Dahlberg till överste av första graden, varpå han var ställföreträdande befälhavare för VI. militärområdet 1964–1966 och därefter chef för Armésektionen vid staben i Övre Norrlands militärområde 1966–1971. Han är gravsatt i minneslunden på Skogskyrkogården i Nässjö.

## Utmärkelser
- Riddare av Svärdsorden, 1950.[8]
- Kommendör av Svärdsorden, 6 juni 1963.[9]
- Kommendör av första klass av Svärdsorden, 6 juni 1966.[10]